# Sint-Sebastiaansdoelen (Middelburg)
Sint-Sebastiaansdoelen is een gebouw van de vroegere schutterij en rijksmonument aan de Kromme Weele 5 in Middelburg in de provincie Zeeland. 

## Geschiedenis
Het gebouw werd in 1594 gebouwd op de plaats van het in 1578 afgebroken Augustijnenklooster. Van het oorspronkelijk gebouw is enkel nog een fragment bewaard gebleven van de trapgevel en de achtkantige traptoren achteraan. De huidige voorgevel stamt uit de 19e eeuw en bevat twee beelden van zandsteen uit de 17e eeuw die oorspronkelijk afkomstig zijn van een muur in de Beddewijkstraat. Het poortje aan de Schuttershofstraat dateert nog uit 1594.
In de periode tussen 1880 en 1940 werden de zalen en de tuin van het complex waar het gebouw bij hoorde voor verschillende doeleinden gebruikt zoals feesten en tentoonstellingen maar ook voor de noodopvang van Belgische vluchtelingen in de Eerste Wereldoorlog. In het complex was van 1898 tot 1907 het café-restaurant St.Sebastiaan gevestigd. 
Van 1986 tot 1988 werd in Kromme Weele 5 de discotheek "Zippo" ingericht en vanaf 1994 is er het nachtcafé "Rooie Oortjes" gevestigd.